# Olympische Geschichte Belizes
| Gelbes Symbol für Goldmedaillen mit stilisierten Olympischen Ringen | Graues Symbol für Silbermedaillen mit stilisierten Olympischen Ringen | Braundes Symbol für Bronzemedaillen mit stilisierten Olympischen Ringen |
| ------------------------------------------------------------------- | --------------------------------------------------------------------- | ----------------------------------------------------------------------- |
| —                                                                   | —                                                                     | —                                                                       |

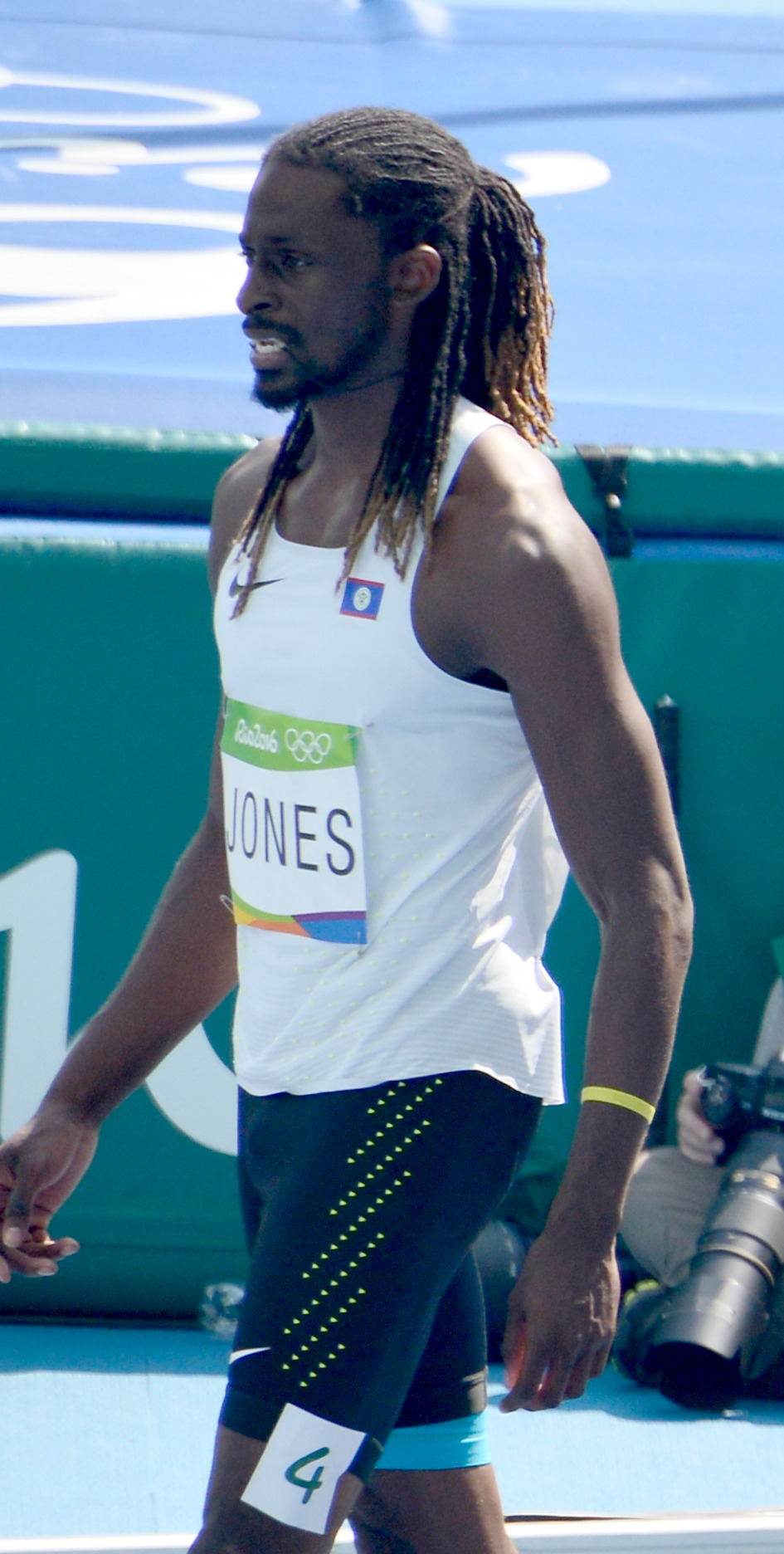
Der Sprinter Brandon Jones bei den Startvorbereitungen zu seinem 200-Meter-Vorlauf 2016

Belize, dessen NOK, die Belize Olympic and Commonwealth Games Association, 1967 gegründet wurde, nimmt seit 1968, mit Ausnahme der boykottierten Spiele von 1980, an allen Sommerspielen teil. Zu Winterspielen wurden bislang keine Sportler aus dem mittelamerikanischen Staat geschickt. 1968 und 1972 startete Belize unter der Bezeichnung Britisch-Honduras. Medaillen wurden bislang nicht gewonnen.

## Übersicht
Die erste Teilnahme von Belize an Olympischen Spielen fand 1968 in Mexiko-Stadt unter der Bezeichnung Britisch-Honduras (IOC-Kürzel HBR) statt. Die siebenköpfige Mannschaft bestand aus Leichtathleten, Radrennfahrern, Sportschützen und Gewichthebern. Erste Olympioniken waren am 15. Oktober 1968 der Leichtathlet Colin Thurton im 200-Meter-Lauf und der Gewichtheber Mario Mendoza im Leichtgewicht. Auch 1972 in München startete die Mannschaft als Britisch-Honduras, wobei nur ein Teilnehmer, ein Sportschütze, an den Start ging. Seit 1976 in Montreal wird der Name Belize verwendet. Belize folgte dem Boykottaufruf der USA und blieb den Spielen von Moskau 1980 fern.
1984 in Los Angeles ging die belizische Mannschaft mit elf Athleten, darunter erstmals ein Boxer, an den Start. Dies war die bis heute (2017) größte Olympiamannschaft des Landes. Bei den Spielen von Barcelona 1992 ging mit der Radrennfahrerin Camille Solis im Straßenrennen am 26. Juli 1992 die erste Frau aus Belize bei Olympischen Spielen an den Start. 
Bei allen folgenden Olympischen Spielen blieben Sportler aus Belize erfolglos. 2008 in Peking kam erstmals ein Taekwondoin zum Einsatz, 2012 in London ein Judoka.

## Übersicht der Teilnehmer

### Sommerspiele
| Jahr      | Athleten           | Athleten           | Athleten           | Flaggenträger               | Sportarten         | Sportarten         | Sportarten         | Sportarten         | Sportarten         | Sportarten         | Sportarten         | Sportarten         | Medaillen          | Medaillen          | Medaillen          | Medaillen          | Rang               |
| Jahr      | Gesamt             | Männer             | Frauen             | Flaggenträger               | Leichtathletik     | Radsport           | Schießen           | Gewichtheben       | Boxen              | Taekwondo          | Judo               | Kanu               |                    |                    |                    | Total              | Rang               |
| --------- | ------------------ | ------------------ | ------------------ | --------------------------- | ------------------ | ------------------ | ------------------ | ------------------ | ------------------ | ------------------ | ------------------ | ------------------ | ------------------ | ------------------ | ------------------ | ------------------ | ------------------ |
| 1896–1964 | nicht teilgenommen | nicht teilgenommen | nicht teilgenommen | nicht teilgenommen          | nicht teilgenommen | nicht teilgenommen | nicht teilgenommen | nicht teilgenommen | nicht teilgenommen | nicht teilgenommen | nicht teilgenommen | nicht teilgenommen | nicht teilgenommen | nicht teilgenommen | nicht teilgenommen | nicht teilgenommen | nicht teilgenommen |
| 1968      | 7                  | 7                  | 0                  |                             | 2                  | 2                  | 2                  | 1                  |                    |                    |                    |                    |                    |                    |                    |                    |                    |
| 1972      | 1                  | 1                  | 0                  | Gimore Hinksen              |                    |                    | 1                  |                    |                    |                    |                    |                    |                    |                    |                    |                    |                    |
| 1976      | 4                  | 4                  | 0                  |                             | 2                  |                    | 2                  |                    |                    |                    |                    |                    |                    |                    |                    |                    |                    |
| 1980      | nicht teilgenommen | nicht teilgenommen | nicht teilgenommen | nicht teilgenommen          | nicht teilgenommen | nicht teilgenommen | nicht teilgenommen | nicht teilgenommen | nicht teilgenommen | nicht teilgenommen | nicht teilgenommen | nicht teilgenommen | nicht teilgenommen | nicht teilgenommen | nicht teilgenommen | nicht teilgenommen | nicht teilgenommen |
| 1984      | 11                 | 11                 | 0                  | Lindford Gillitt            | 4                  | 6                  |                    |                    | 1                  |                    |                    |                    |                    |                    |                    |                    |                    |
| 1988      | 10                 | 10                 | 0                  | Fitzgerald Joseph           | 5                  | 5                  |                    |                    |                    |                    |                    |                    |                    |                    |                    |                    |                    |
| 1992      | 10                 | 9                  | 1                  |                             | 5                  | 5                  |                    |                    |                    |                    |                    |                    |                    |                    |                    |                    |                    |
| 1996      | 5                  | 2                  | 3                  | Eugène Muslar               | 4                  | 1                  |                    |                    |                    |                    |                    |                    |                    |                    |                    |                    |                    |
| 2000      | 2                  | 1                  | 1                  | Emma Wade                   | 2                  |                    |                    |                    |                    |                    |                    |                    |                    |                    |                    |                    |                    |
| 2004      | 2                  | 1                  | 1                  | Emma Wade                   | 2                  |                    |                    |                    |                    |                    |                    |                    |                    |                    |                    |                    |                    |
| 2008      | 4                  | 3                  | 1                  | Jonathan Williams           | 3                  |                    |                    |                    |                    | 1                  |                    |                    |                    |                    |                    |                    |                    |
| 2012      | 3                  | 2                  | 1                  | Kenneth Medwood             | 2                  |                    |                    |                    |                    |                    | 1                  |                    |                    |                    |                    |                    |                    |
| 2016      | 3                  | 2                  | 1                  | Brandon Jones               | 2                  |                    |                    |                    |                    |                    | 1                  |                    |                    |                    |                    |                    |                    |
| 2020      | 3                  | 2                  | 1                  | Samantha Dirks & Shaun Gill | 2                  |                    |                    |                    |                    |                    |                    | 1                  |                    |                    |                    |                    |                    |
| 2024      | 1                  | 1                  | 0                  | Shaun Gill                  | 1                  |                    |                    |                    |                    |                    |                    |                    |                    |                    |                    |                    |                    |
| Gesamt    | Gesamt             | Gesamt             | Gesamt             | Gesamt                      | Gesamt             | Gesamt             | Gesamt             | Gesamt             | Gesamt             | Gesamt             | Gesamt             | Gesamt             | 0                  | 0                  | 0                  | 0                  | 141                |

### Winterspiele
| Jahr      | Athleten           | Athleten           | Athleten           | Flaggenträger      | Sportarten         | Medaillen          | Medaillen          | Medaillen          | Rang               |
| Jahr      | Gesamt             | Männer             | Frauen             | Flaggenträger      | Sportarten         |                    |                    |                    | Rang               |
| --------- | ------------------ | ------------------ | ------------------ | ------------------ | ------------------ | ------------------ | ------------------ | ------------------ | ------------------ |
| 1924–2022 | nicht teilgenommen | nicht teilgenommen | nicht teilgenommen | nicht teilgenommen | nicht teilgenommen | nicht teilgenommen | nicht teilgenommen | nicht teilgenommen | nicht teilgenommen |
| Gesamt    | Gesamt             | Gesamt             | Gesamt             | Gesamt             | Gesamt             | 0                  | 0                  | 0                  | –                  |

## Medaillengewinner

### Goldmedaillen
Bislang (Stand 2024) keine Medaillengewinner

### Silbermedaillen
Bislang (Stand 2024) keine Medaillengewinner

### Bronzemedaillen
Bislang (Stand 2024) keine Medaillengewinner